# Кур (Берн)
Кур (фр. Court) — громада  в Швейцарії в кантоні Берн, адміністративний округ Бернська Юра.

## Географія
Громада розташована на відстані близько 34 км на північ від Берна.
Кур має площу 24,6 км², з яких на 4,6% дозволяється будівництво (житлове та будівництво доріг), 34,4% використовуються в сільськогосподарських цілях, 60% зайнято лісами, 1% не є продуктивними (річки, льодовики або гори).

## Демографія
2019 року в громаді мешкало 1415 осіб (+1,6% порівняно з 2010 роком), іноземців було 11,9%. Густота населення становила 57 осіб/км².
За віковим діапазоном населення розподілялося таким чином: 21,8% — особи молодші 20 років, 55,3% — особи у віці 20—64 років, 22,8% — особи у віці 65 років та старші. Було 597 помешкань (у середньому 2,3 особи в помешканні).
Із загальної кількості 704 працюючих 66 було зайнятих в первинному секторі, 455 — в обробній промисловості, 183 — в галузі послуг.